# París-Roubaix 1995
La París-Roubaix 1995 fou la 93a edició de la París-Roubaix. La cursa es disputà el 9 d'abril de 1995 i fou guanyada per l'italià Franco Ballerini, que s'imposà en solitari en l'arribada a Roubaix. Andrei Txmil, vencedor de l'edició anterior, acabà segon i Johan Museeuw tercer.

## Classificació final
|    | Ciclista                 | Equip                   | Temps      |
| -- | ------------------------ | ----------------------- | ---------- |
| 1  | Franco Ballerini (ITA)   | Mapei-GB                | 6h 27' 08" |
| 2  | Andrei Txmil (UKR)       | Lotto                   | + 1' 56"   |
| 3  | Johan Museeuw (BEL)      | Mapei-GB                | m. t.      |
| 4  | Viatxeslav Iekímov (RUS) | Novell                  | m. t.      |
| 5  | Johan Capiot (BEL)       | Ceramiche Refin         | m. t.      |
| 6  | Eric Vanderaerden (BEL)  | Brescialat              | + 2' 00"   |
| 7  | Fabio Baldato (ITA)      | MG Maglificio-Technogym | m. t.      |
| 8  | Frédéric Moncassin (FRA) | Novell                  | m. t.      |
| 9  | Rolf Aldag (GER)         | Telekom                 | m. t.      |
| 10 | Gianluca Bortolami (ITA) | Mapei-GB                | m. t.      |